# Adolf Luft
Adolf Luft (* 5. Juli 1939 in Forst; † 12. März 2022, ebenda) war ein  deutscher Fußballspieler, welcher in den Jahren 1967, 1969 und 1972 mit der Auswahl von Nordbaden den Wettbewerb des Länderpokals gewonnen hat und mit seinem Heimatverein FC Germania Forst 1966 und 1969 in der 1. Amateurliga Nordbaden die Meisterschaft feiern konnte.

## Laufbahn

### Verein, 1957 bis 1975
Luft, jüngster Spross einer Forster Familie mit insgesamt neun Kindern, erlernte den Beruf des Zimmermanns und debütierte 1957 in seinem Heimatverein FC Germania Forst in der 1. Mannschaft. Bereits bei der A-Klassenmeisterschaft 1958 war der junge Abwehrstratege maßgeblich beteiligt. Im Jahr 1963 stieg der schussgewaltige Freistoß- und Elfmeterspezialist mit der Germania als Meister der 2. Amateurliga Mittelbaden (Staffel 1) und nach dem Bestehen in der Aufstiegsrunde gegen den FV Mosbach, VfB Eberbach und FC Germania Brötzingen gemeinsam mit dem SV 98 Schwetzingen in die 1. Amateurliga auf. Im dritten Jahr in der höchsten Amateurklasse von Nordbaden, 1965/66, feierten Luft und seine Mannschaftskameraden aus der Hardtgemeinde erstmals die Meisterschaft – vor Amicitia Viernheim, FV 08 Hockenheim, Karlsruher SC Amateure – und damit den Einzug in die Aufstiegsrunde zur zweitklassigen Fußball-Regionalliga Süd. Mit 9:3 Punkten setzte sich hier der FC 08 Villingen mit einem Punkt Vorsprung knapp gegenüber Forst durch, Normannia Gmünd und der SV Oberkirch folgten auf den Plätzen. Zu diesem Zeitpunkt hatte Luft bereits auf der Sportschule Schöneck eine Ausbildung zum Sportlehrer durchlaufen und übte diesen Beruf auch bis zu seiner Pensionierung aus.
Den zweiten Meistertitel in der 1. Amateurliga gelang Forst mit Kapitän Luft unter dem Daxlander Trainer Cornelius Rastetter 1969 vor dem 1. FC Pforzheim und dem SV Sandhausen. In der Aufstiegsrunde zur Regionalliga Süd hatten es Luft und Kollegen jetzt mit dem VfR Heilbronn, VfB Friedrichshafen und dem SV Waldkirch zu tun. Im Heimspiel gegen Heilbronn verfolgten 6.500 Zuschauer ein 2:2-Remis, wo aber ein 2:0-Vorsprung verspielt wurde. Heilbronn setzte sich mit zwei Punkten Vorsprung gegenüber Forst durch und stieg in die Regionalliga Süd auf.
Als sich „Addel“ Luft am 1. Februar 1975 bei einem Spiel gegen den ASV Feudenheim eine Waden- und Schienbeinbruch zuzog, führte das zu seinem Laufbahnende. Sein Verein stieg am Ender der Saison 1974/75 aus der 1. Amateurliga ab.
Der heimatverbundene Spieler spielte von der Jugend an nur bei Germania Forst Fußball. Trotz finanziell verlockender Angebote vom SV Waldhof und dem 1. FC Pforzheim blieb die herausragende Forster Spielerpersönlichkeit wegen seiner engen Verbundenheit zum Verein und der guten Kameradschaft, immer dem FC Germania treu.
Auch soziales Engagement bewies er beim FC als Pächter der Vereinsgaststätte, bei Gestaltung des Trainingsgeländes, im heimischen Gemeinderat oder bei Betreuung älterer Heimbewohner in Forst. Letztlich war sein sportliches Talent nicht allein auf den Kick beschränkt. In der Leichtathletik setzte er ebenso Duftmarken, da er mit einer Zeit von 11,6 über 100 Meter sowie mit 6,42 Metern im Weitsprung einst zum Forster Champion avancierte.

### Verbandsauswahl Nordbaden
Knapp zwei Monate vor seinem 20. Geburtstag debütierte das Talent aus Forst in der Amateurauswahl von Nordbaden. Das erste Spiel für die BFV-Auswahl absolvierte der junge Luft am 18. Mai 1959 in Mosbach bei einem Freundschaftsspiel gegen eine Auswahl von Elsass. Beim 3:3 operierte er trotz seiner Jugend als Mittelläufer. Mitspieler waren Torhüter Rolf Bierhoff, Außenläufer Horst Kunzmann – der Mann aus Birkenfeld hatte gerade sein erstes von späteren 20 Amateurländerspielen bestritten – und Mittelstürmer Wolfgang Wittemaier.
Gleich zu Beginn seiner langjährigen Zugehörigkeit zur Auswahl von Nordbaden unternahm der Badische Fußballverband auf Einladung des Deutsch-Amerikanischen Fußball-Bund (DAFB) vom 14. Juni bis 5. Juli 1961 eine dreiwöchige USA-Reise mit sieben Freundschaftsspielen. Im letzten Vorbereitungsspiel vor dieser Auslandsreise testete die Auswahl von Verbandstrainer Burkhard Pape am 30. Mai gegen eine Kombination der Mannheimer Vertragsspieler von Waldhof und des VfR Mannheim. Bei der 2:4-Niederlage war der 22-jährige 2. Amateurligaspieler aus Forst Mittelläufer und Abwehrchef der Amateurauswahl im damaligen WM-System und musste sich insbesondere gegen Oberligastürmer wie Klaus Sinn, Rudolf Bast und Hans Arnold beweisen. Mit Mannschaftskameraden wie Wolfgang Höfig und Horst Kunzmann erlebte Luft dann in den USA Spiele am 17. Juni in New York gegen eine DAFB-Auswahl (2:3), 18. Juni in Philadelphia gegen eine Stadtauswahl (12:1), 22. Juni in New Jersey gegen eine Stadtauswahl (3:0), 24. Juni in New York gegen eine Auswahl des Staates New York (9:0), 25. Juni in Fall River gegen eine Stadtauswahl (1:0), 29. Juni in New York gegen den SC New York (4:1) und am 2. Juli in Trenton wiederum gegen eine Stadtauswahl (7:1). Neben dem einmaligen Erlebnis für alle Beteiligten stellte diese für die damalige Zeit außergewöhnliche Reise mit sechs Siegen einen großen sportlichen Erfolg des Nordbadischen Fußball-Verbandes dar.
Unter Ex-Bundesligatrainer Herbert Widmayer glückte Nordbaden 1967 der erste Gewinn des Länderpokals. Nach Erfolgen gegen die Auswahl von Württemberg (4:2, 0:1), Bremen (2:1) und im Halbfinale gegen Westfalen (1:0) stand Nordbaden am 15. Mai 1967 im Endspiel in Viernheim gegen Hessen. Mit einem verwandelten Freistoß vom Forster Vereinskollege Walter Kitter holte Nordbaden erstmals – nach 16 vergeblichen Anläufen seit der Premiere 1951 – den Pokal auf den Durlacher Turmberg. Rund 7.000 Zuschauer, unter ihnen Sepp Herberger und Helmut Schön, hatten dem Endspiel einen würdigen Rahmen verliehen.
Unter Widmayer gelang schon 1969 der zweite Erfolg im Länderpokal. Auf dem Platz des Hamburger Turnerbundes wiederholte Nordbaden am 29. Juni 1969 mit einem 2:1-Sieg seinen Erfolg aus dem Jahr 1967. Neben Torhüter Wilfried Tepe, den Abwehrstrategen Luft und Kitter waren jetzt im Angriff mit Hans-Peter Fecht, Hans Ripp und Edgar Schneider junge Offensivkräfte nachgerückt. Als Titelverteidiger zog Nordbaden 1969/70 mit „Addel“ Luft nach Erfolgen gegen das Saarland (4:1, 1:1), Rheinland (3:1, 1:1) und im Halbfinale gegen Bremen (5:0, 2:2) erneut in das Finale um den Amateur-Länderpokal ein. Eine unglückliche Terminsgestaltung des DFB machte es erforderlich, dass das Endspiel erst am 6. Oktober 1970, also in der Saison 1970/71, ausgetragen werden konnte. Im Wildparkstadion in Karlsruhe verlor Nordbaden vor 4.000 Zuschauern gegen Bayern mit 0:2 Toren. Tepe, Luft und Kitter waren wieder in der Defensive im Einsatz, neu waren jetzt im Team die Spieler Peter Diringer, Günter Sebert und Gerd Störzer.
Den dritten Erfolg mit Nordbaden im Länderpokal feierte die Forster Legende in der Saison 1971/72 unter Trainer Fips Rohr. Über den Niederrhein (3:1, 1:2), Saarland (2:0, 8:2) und Bayern (1:0, 2:1) zogen Luft und Kollegen in das Finale am 11. Mai 1972 in Weinheim gegen Niedersachsen ein. Vor 6.000 Zuschauern glückte ein knapper 2:1-Erfolg. Trainer Rohr brachte seine beiden Söhne Gernot und Volker sowie Wolfgang Poly vom VfL Neckarau zum Einsatz, dazu noch Günter Sebert, Bernd Bartels, Günter Träutlein und Karl-Heinz Harm vom SV Waldhof. Luft stellte zusammen mit Herbert Layh die Konstante seit dem ersten Erfolg 1967 dar.
Unter Pál Csernai endete die Laufbahn von Luft in der nordbadischen Auswahl. Mit 68 Berufungen zwischen 1959 und 1973 ist er der Rekordhalter des BFV-Teams.